# León (Guanajuato)
León de los Aldama is een stad in de Mexicaanse staat Guanajuato. León is met 1.137.465 inwoners (census 2005) en 1.584.337 inwoners in het stedelijk gebied de grootste stad van Guanajuato en is de hoofdplaats van de gemeente León.
De stad is de zetel van het rooms-katholieke aartsbisdom León.

## Geschiedenis
León is gesticht op 20 januari 1576 door de Spanjaarden. Tijdens de Mexicaanse Onafhankelijkheidsoorlog vonden hier meerdere veldslagen plaats.
In 1946 werden in León 27 synarchistische demonstranten door ordetroepen doodgeschoten.

## Economie
León is het economische centrum van de Bajío. In de buurt van de stad bevinden zich goud-, zilver-, en kopermijnen. De belangrijkste inkomstenbron is echter de leerindustrie.

## Geboren in León
- Salvador Abascal (1910-2000), activist en publicist
- Antonio Carbajal (1929-2023), voetballer en voetbaltrainer
- Duilio Davino (1976), voetballer
- Francisco Fonseca (1979), voetballer
- Ignacio García Téllez (1897-1985), politicus en jurist
- Práxedis G. Guerrero (1882-1910), anarchist
- Carlos Medina Plascencia (1955), politicus
- Eduardo Sojo (1956), econoom en politicus